# باول ليندمان
باول ليندمان (30 أبريل 1918 - 24 يونيو 1990 ببرتلسفيل في الولايات المتحدة) (بالإنجليزية: Paul Lindemann)‏ هو لاعب كرة سلة أمريكي في مركز الوسط. لعب مع Washington State Cougars men's basketball ‏.